# Mangunan (Tahunan)
Mangunan is een bestuurslaag in het regentschap Jepara van de provincie Midden-Java, Indonesië. Mangunan telt 1715 inwoners (volkstelling 2010).